# 가나가와촌 (후쿠오카현 다가와군)
가나가와촌(金川村)은 후쿠오카현 다가와군에 설치되었던 촌이다. 현재의 다가와시 일부에 해당한다.